# Masaki Tozaki
Masaki Tozaki (登崎 雅貴 Tozaki Masaki?), född 27 augusti 1994 i Shizuoka prefektur, är en japansk fotbollsspelare.
Tozaki började sin karriär 2017 i Kataller Toyama. Han spelade 12 ligamatcher för klubben.